# 斯蒂芬·库夫勒
斯蒂芬·威廉·库夫勒（匈牙利語：Stephen William Kuffler，1913年8月24日—1980年10月11日），生于匈牙利塔普，匈牙利籍-美籍神经生理学家，被公认为「现代神经科学之父」。1966年，库夫勒创立了哈佛大学神经生物学系，他在视觉、神经信号编码以及动物行为的神经基础等多个领域做出了开创性的贡献，影响深远。他最著名的是在蛙上做的关于神经肌肉接头，突触前抑制和神经递质GABA等方面的研究。1972 年，他被哥伦比亚大学授予路易莎·格罗斯·霍维茨奖。

## 荣誉和获奖
库夫勒是举世公认的具有原创性和创造力的神经生物学家，他有三位学生获得诺贝尔生理学或医学奖，他们分别是大卫·休伯尔，托斯坦·维厄瑟尔，埃里克·坎德尔。除了大量的奖项、荣誉学位以外，他还在1964年当选美国国家科学院院士，1971年当选英国皇家科学院外籍院士。1964年被任命为神经生理学和神经药理学方面的Robert Winthrop教授。从1966年到1974年担任神经生物学的Robert Winthrop教授，1974年成为John Franklin Enders University教授。
关于库夫勒更加详细和权威的描述见于 伯纳德·卡茨为其作的传记。还有一本缅怀库夫勒的书叫做 Steve，是 U. J. McMahan 编写的。

## 另外参见
- 埃里克·坎德尔
- 托斯坦·维厄瑟尔
- 大卫·休伯尔
- 西摩·本泽
- Gunther Stent
- 路易莎·格罗斯·霍维茨奖